# Yan Song
Yan Song (chiń. upr. 阎嵩; chiń. trad. 閻嵩; pinyin Yán Sōng, ur. 21 marca 1981 w Dalian) – chiński piłkarz grający na pozycji pomocnika.

## Kariera klubowa
Yan rozpoczął swoją karierę w 1999 w Dalian Shide. W zespole tym grał do 2007 i wystąpił w 192 spotkaniach, w których zdobył 28 goli. W pierwszym sezonie – 1999 strzelił 4 gole w 20 meczach, a w drugim sezonie – 2000 zdobył mistrzostwo kraju. W następnych sezonach był ważnym zawodnikiem drużyny, która wywalczyła jeszcze dwa mistrzostwa kraju oraz dwa Puchary Chin.
Na początku sezonu 2008 Yan trafił do Hangzhou Greentown, gdzie grał do 2009.
26 lutego 2010 przeniósł się do Jeju United, jednak nie zagrał ani minuty, więc na początku sezonu 2011 wrócił do Dalian Shide. W 2012 podpisał kontrakt z Shanghai Shenhua. W lutym 2014 przeszedł do Dalian Transcendence.

## Kariera reprezentacyjna
Yan zadebiutował w reprezentacji Chin w 2002. W 2004 znalazł się w składzie na puchar Azji i eliminacje do MŚ 2006. W 2007 stracił miejsce w kadrze narodowej.

## Osiągnięcia
- Mistrzostwo Chin (4): 2000, 2001, 2002, 2005
- Puchar Chin (2): 2001, 2005
- drugie miejsce w Pucharze Azji 2004